# The Great Ace Attorney: Adventures
The Great Ace Attorney: Adventures (大逆転裁判 ‐成歩堂龍ノ介の冒険‐, Dai Gyakuten Saiban: Naruhodō Ryūnosuke no Bōken) est un jeu vidéo d'aventure développé et édité par Capcom, sorti en 2015 au Japon sur Nintendo 3DS et en 2017 sur Android et iOS. Il s'agit d'un spin-off de la série Ace Attorney se déroulant à la fin du 19e siècle au Japon et en Angleterre.
Une suite intitulée Dai Gyakuten Saiban 2: Naruhodō Ryūnosuke no kakugo est sortie en 2017 au Japon.
Le jeu est porté le 27 juillet 2021 lors d'une sortie mondiale sur Nintendo Switch, PlayStation 4 et Windows dans une compilation nommé The Great Ace Attorney Chronicles comprenant les deux épisodes de la série dérivée.

## Système de jeu
The Great Ace Attorney: Adventures est un visual novel (jeu textuel) pouvant être joué sur la Nintendo 3DS à l'aide des deux écrans de la console. Les boutons ont aussi leur utilité: présenter des preuves, avancer dans les dialogues, etc.
Comme les précédents jeux, il existe deux parties de gameplay : les phases d'enquêtes et les procès. La première consiste à interroger les différents témoins liés à l'affaire dans laquelle Ryūnosuke Naruhodō enquête, et où le joueur doit également récolter des preuves.
Durant les procès, l'avocat doit contre-interroger différents témoins et présenter les preuves précédemment récoltées lorsqu'une contradiction est présente dans le témoignage du témoin.
Dans cet opus, deux nouveaux mécanismes de gameplay ont été ajoutés au jeu : la danse de la déduction et l'examen sommatif. Au cours de certaines enquêtes, Herlock Sholmes, un détective britannique que Ryūnosuke rencontre lors de son voyage en Angleterre, effectuera un "Spectacle de logique et de raisonnement", dans lequel il va émettre une théorie erronée basée sur l'observation de la scène et le comportement des témoins. Le joueur doit donc examiner attentivement la scène et les témoins pour corriger les erreurs d'Herlock afin de parvenir à une conclusion plus logique. L'introduction d'un jury dans cet opus constitue le deuxième mécanisme. Le jury, qui est un aspect des procès en Angleterre, décidera à l'unanimité d'un verdict de culpabilité. Le joueur doit alors convaincre la majorité du jury de modifier son verdict en comparant les déclarations de deux jurés différents qui se contredisent. Pour se faire, le joueur doit faire pression sur chaque juré et présenter des preuves pour révéler les contradictions dans leur déclaration.

## Synopsis
Le jeu se déroule au XIXe siècle, pendant l'ère Meiji, Le joueur y incarne Ryūnosuke Naruhodō, un étudiant anglais de l'Université Teito Yūme, ancêtre du protagoniste principal de la série Ace Attorney, Phoenix Wright. Ryūnosuke, durant la première affaire du jeu, est accusé du meurtre d'un professeur d'université qui séjournait au Japon, Dr John H. Wilson. Afin de se disculper, il reçoit l'aide de son ami Kazuma Asogi, qui étudie le droit afin de devenir, un jour, avocat de la défense. Grâce à leurs actions durant le procès, ainsi que de l'aide de Susato Mikotoba, une assistante judiciaire, amatrice de romans policiers étrangers, ils arrivent tout ensemble à disculper Ryūnosuke de ses crimes et à démasquer le véritable coupable.
Par la suite, afin de poursuivre ses études, Ryūnosuke s'embarque clandestinement dans un navire en partance pour l'Angleterre et se fait à nouveau accuser d'un meurtre. Ainsi, durant ce voyage, il rencontre et se lie d'amitié avec le détective britannique de renommée mondiale Herlock Sholmes (nommé "Sherlock Holmes" dans la version originale japonaise) et ensemble, ils arrivent à démasquer une nouvelle fois le coupable de ce crime. En arrivant à Londres, il fait la rencontre de l'assistante de Herlock Sholmes à savoir Iris Wilson (appelée "Iris Watson" dans la version originale japonaise), une jeune prodige de dix ans, qui est également la fille adoptive de Sholmes.
Toutefois, en arrivant en Angleterre, Ryūnosuke ne se doute absolument pas des différentes affaires qu'il va devoir mener, en tant qu'avocat, et des réalités auxquelles il devra faire face...

## Traduction
Bien que le jeu soit sortie en 2015, il n'y eut aucune volonté de la part de Capcom, jusqu'à l'annonce du portage sur Switch du jeu en avril 2021, de vouloir traduire ce jeu, que ce soit pour le public francophone tout comme anglophone. Ainsi, l'équipe de fan-traduction anglaise Scarlet Study, regroupant certains membres de la fan-traduction qui s'est occupé de Ace Attorney Investigations 2, se lança dans le projet de proposer un patch anglais du jeu. De ce fait, le 30 mars 2019, le patch anglais de ce jeu fut terminé et mise à disposition sur leur site internet.
En ce qui concerne la fan-traduction française du jeu, comme pour tous les opus des Ace Attorney qui n'ont pas été traduits en français, c'est l'équipe de fantraduction AAI-FR qui s'en occupe, sachant que la traduction est toujours en cours.
À noter également que lors de l'annonce de la mise à disposition du jeu en Occident par Capcom, avec une traduction anglaise officielle, certains membres de la communauté de fans du jeu en France ont lancé une pétition afin de pouvoir obtenir une traduction française du jeu de leur part.